# مركز إليت بلازا للأعمال

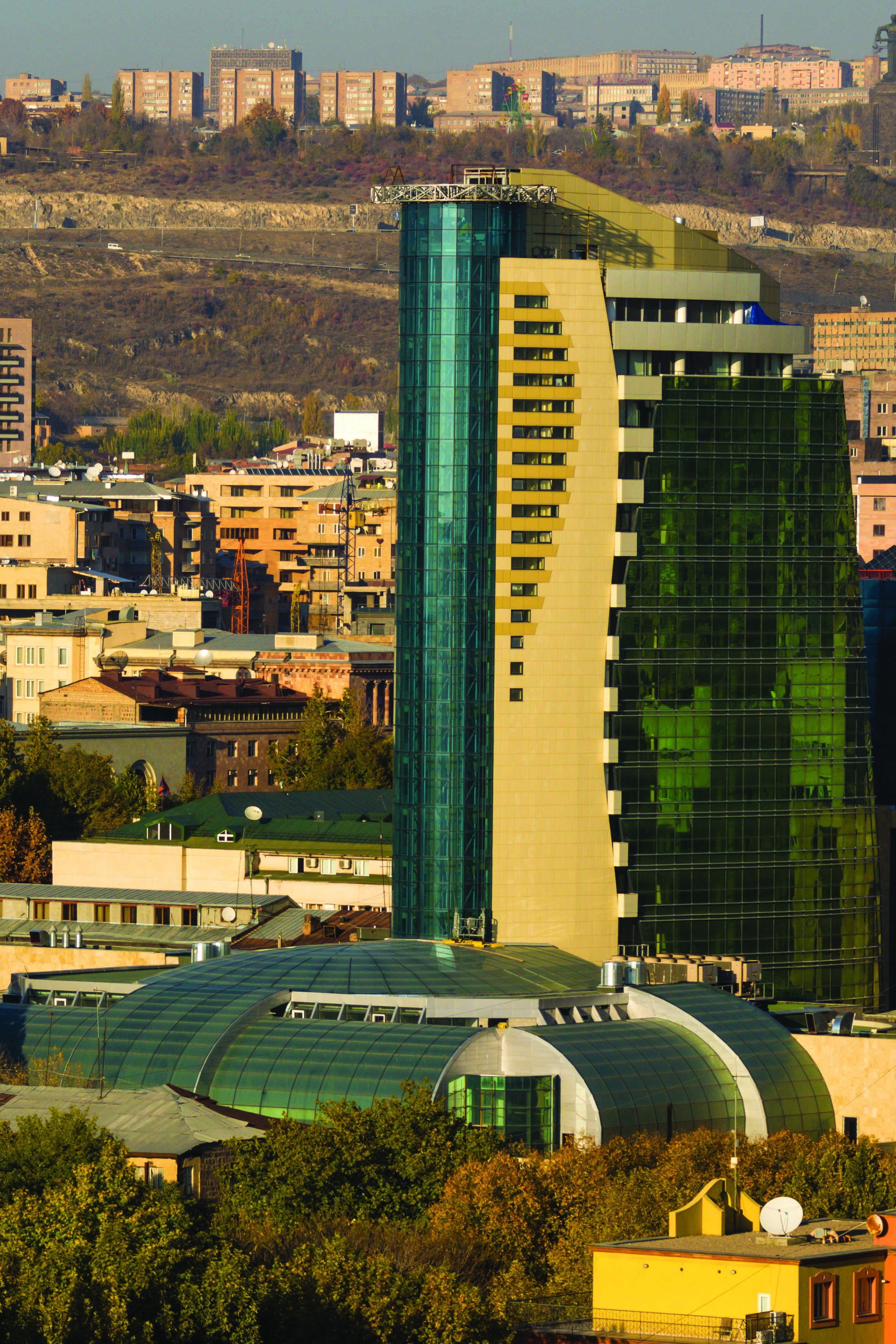
مركز إليت بلازا للأعمال

مركز إليت بلازا للأعمال ،  يسمى أيضًا باسم خورناتسي 15 ، هو مركز أعمال في المركز المالي للعاصمة الأرمينية يريفان افتتح في فبراير 2013. بفصل ال18 طابقا التي تكونه ومساحته التي تبلغ ال24،000 متر مربع. للمساحات المكتبية اليت بلازا يمثل أكبر مركز أعمال في أرمينيا.

## تاريخه
تم تشييد المبنى من قبل مجموعة شركات النخبة ، و أتمت أعمال البناء في يناير 2013 وافتتح في 16 فبراير 2013.
تعاونت مؤسسة التمويل الدولية، عضو مجموعة البنك الدولي، مع البنك الأوروبي للإنشاء والتعمير لتسهيل تطوير البنية التحتية للأعمال وخلق فرص العمل في أرمينيا من خلال دعم بناء اليت بلازا الذي بالأساس مبنى مكاتب متعدد الأغراض. قدمت مؤسسة التمويل الدولية والمصرف الأوروبي للقروض قروضاً بقيمة 5.4 مليون دولار و 3.6 مليون دولار على التوالي إلى مجموعة النخبة . هذه الأخيرة هي شركة رائدة في مجال التنمية العقارية تعمل في أرمينيا و جورجيا .

## البناء
المركز مبنى متكون من 18 طابقًا لها مناطق المكاتب والتجزئة والمؤتمرات والمعارض تلبية الطلب المتزايد على المساحات المكتبية عالية الجودة في أرمينيا.
في عام 2016 ، وصفت الصحفية ليانا آغاجانيان إيليت بلازا بالأوصاف التالية: «لونه الأخضر الباهت والشكل الغريب، يجعله رمزا للتغييرات المعمارية السريعة التي تمر بها المدينة فاقدة مبانيها التاريخية في محاولة للحالق بعصر معاصر يتبع الأسلوب النخبوي.»

## المستأجرون
- مجموعة النخبة [7]
- البطاقة الأرمنية
- وكالة تقارير الائتمان الأرمنية
- وسيط النظام المالي
- بنك ف ت ب أرمينيا
- أكاديمية نوروهاب للأعمال
- ابام سيستمز أرمينيا
- ا ب ت ي مأرمينيا
- سكاي ماد
- ت ك اكيتي بارتنرز[8]
- فوياغو
- إدارة الأصول الرأسمالية [9]
- كابيتول للاستثمار[10]
- بنك ارارت [11]
- راديو الحرية[12]
- اتحاد جافاك الخيري
- ساندوز (نوفارتيس)
- ترافيلون [13]
- AMTravel
- لوكسوس البيت
- مونارك كابيتال
- مجموعة ألفا
- شركة غوليان وشركائه للمحاماة
- آي بي إس للاستشارات

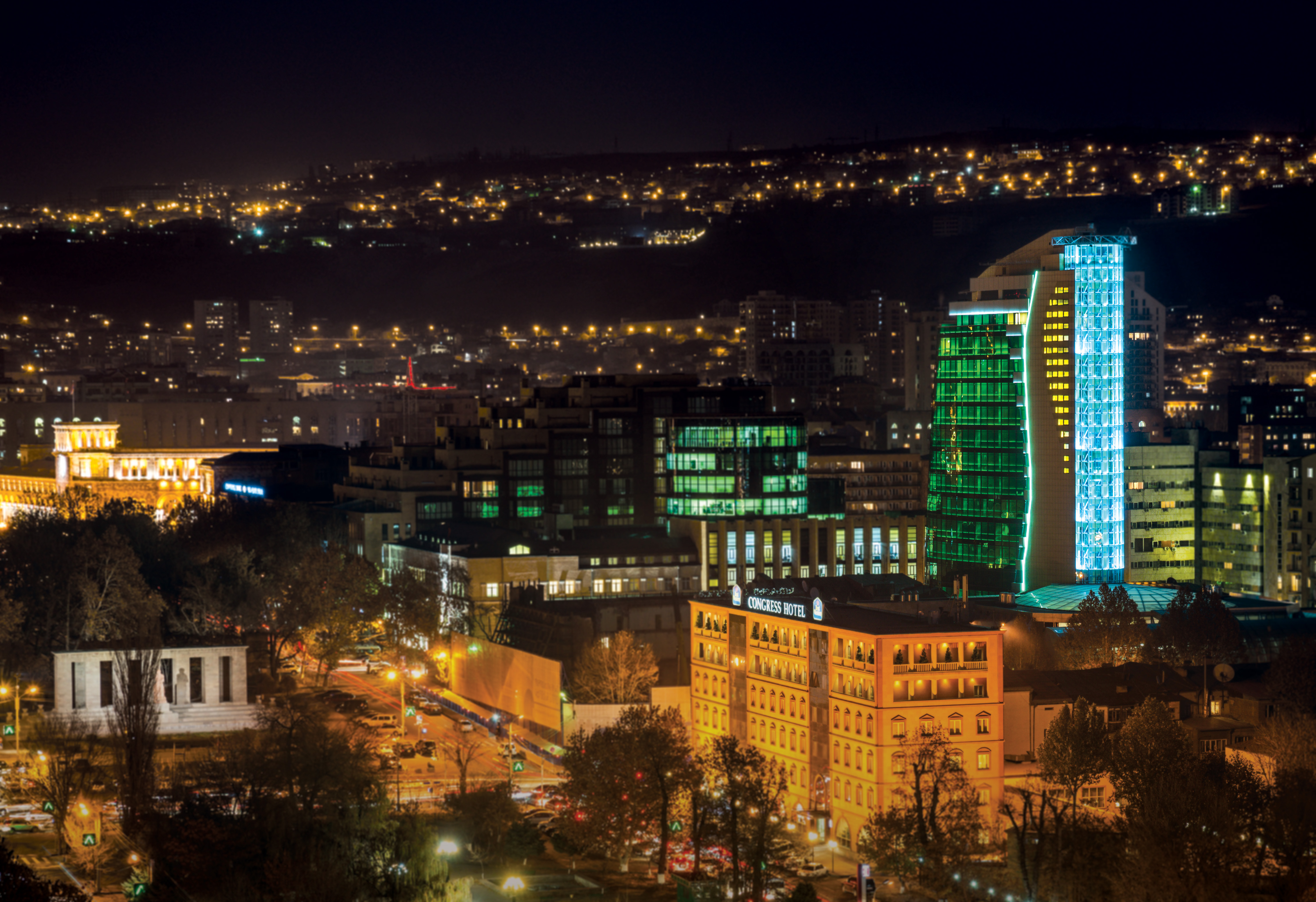
صورة البناء في الليل
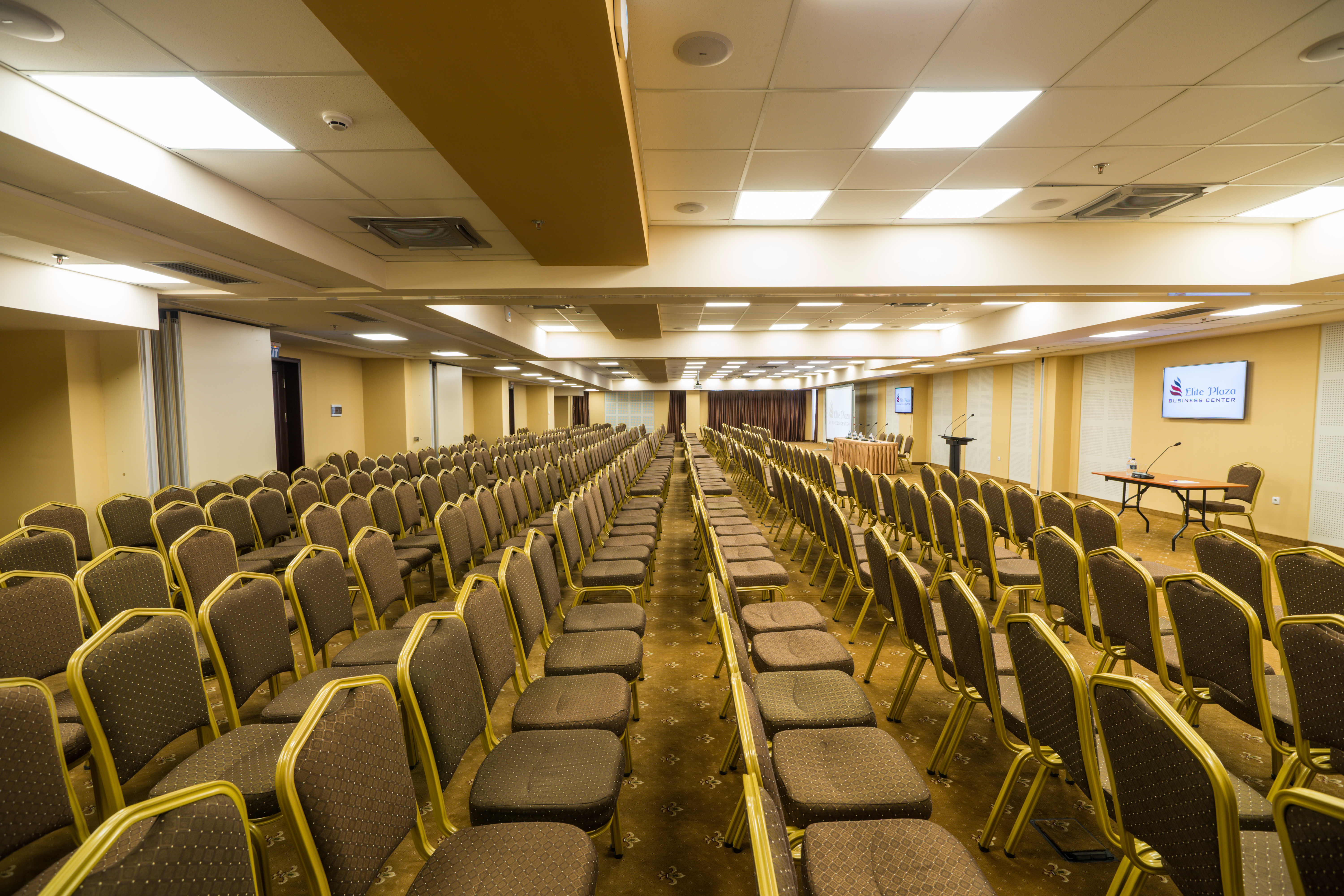
قاعة المحاضرات
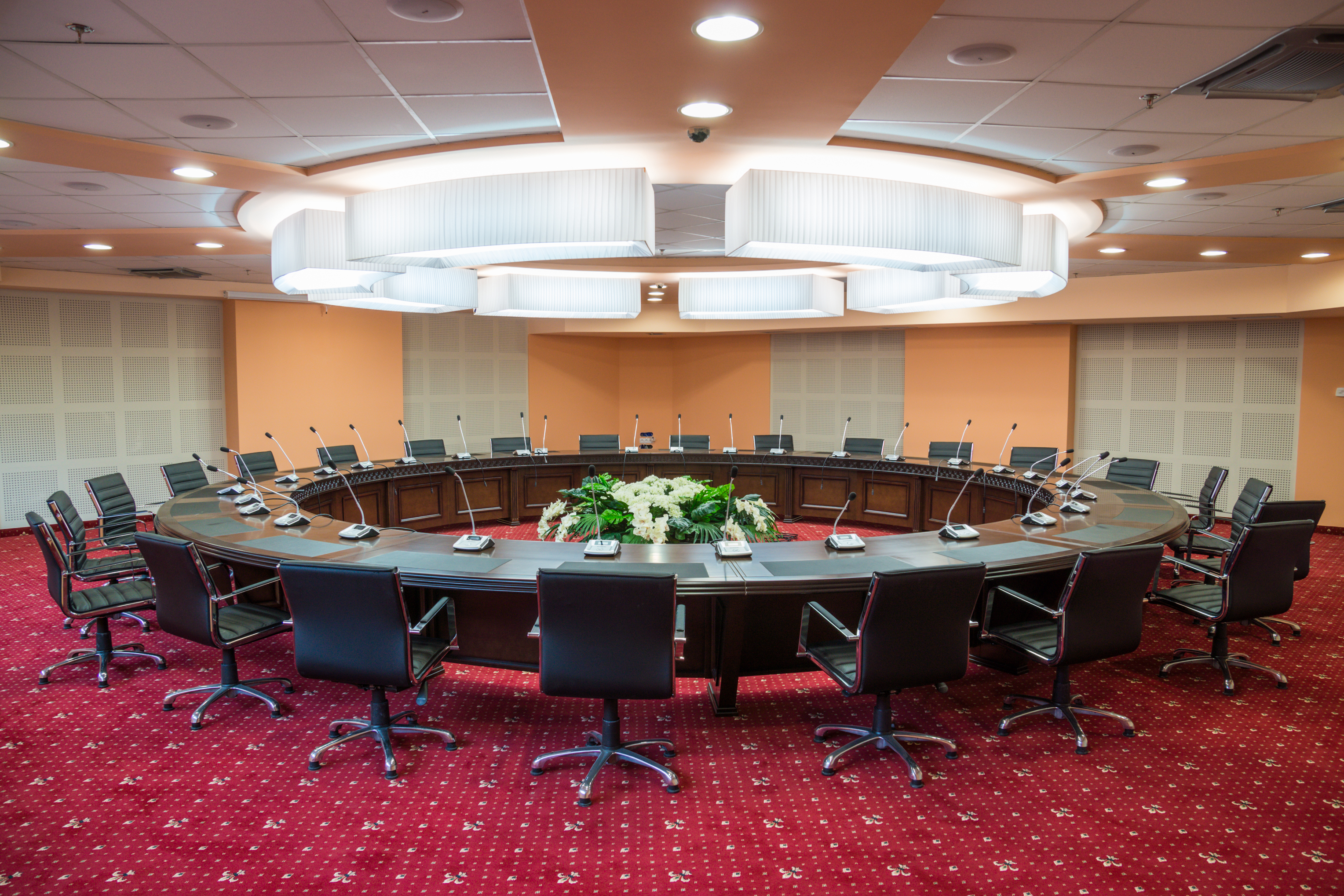
قسم الشخصيات المهمة
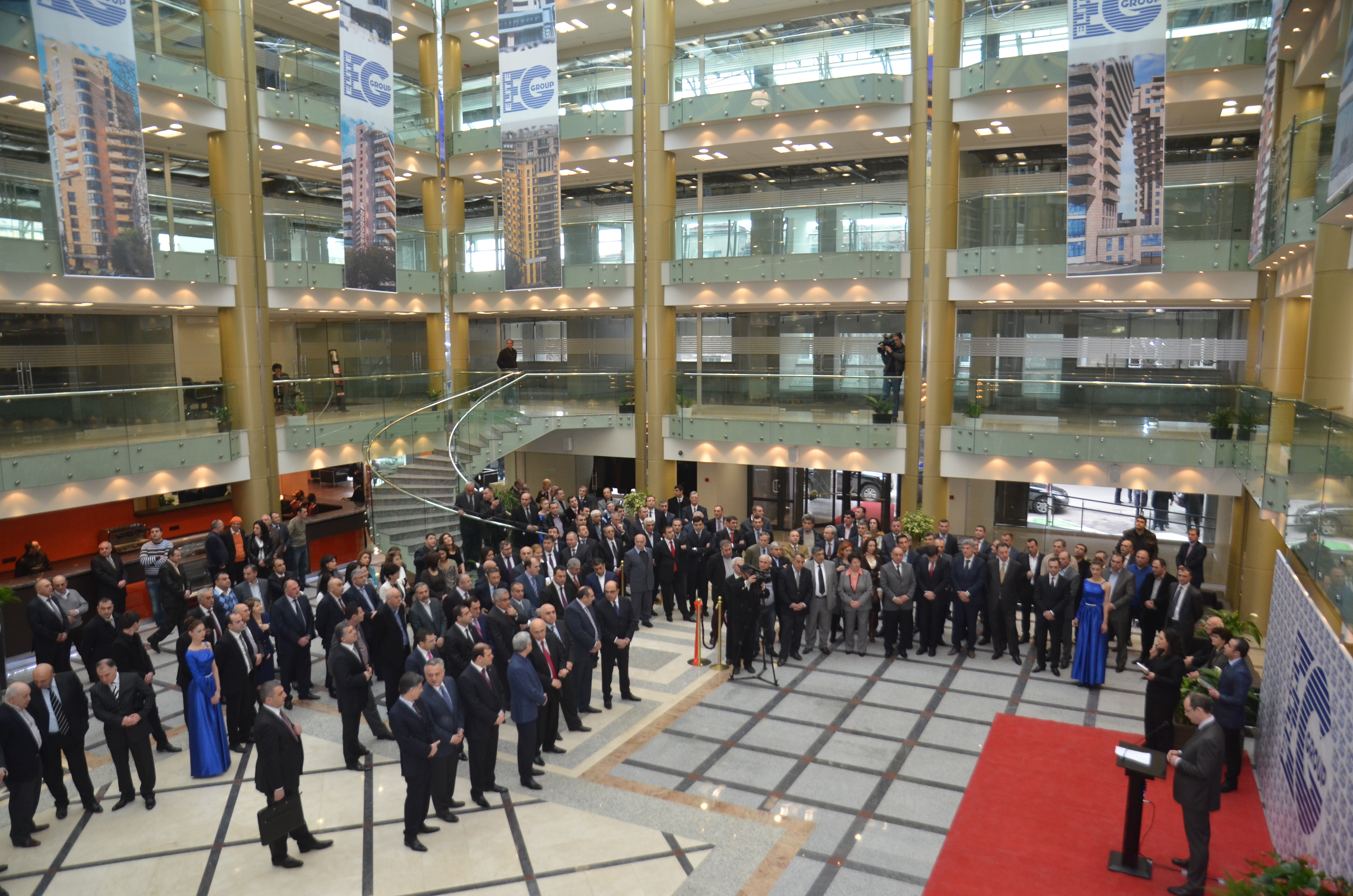
افتتاح المركز
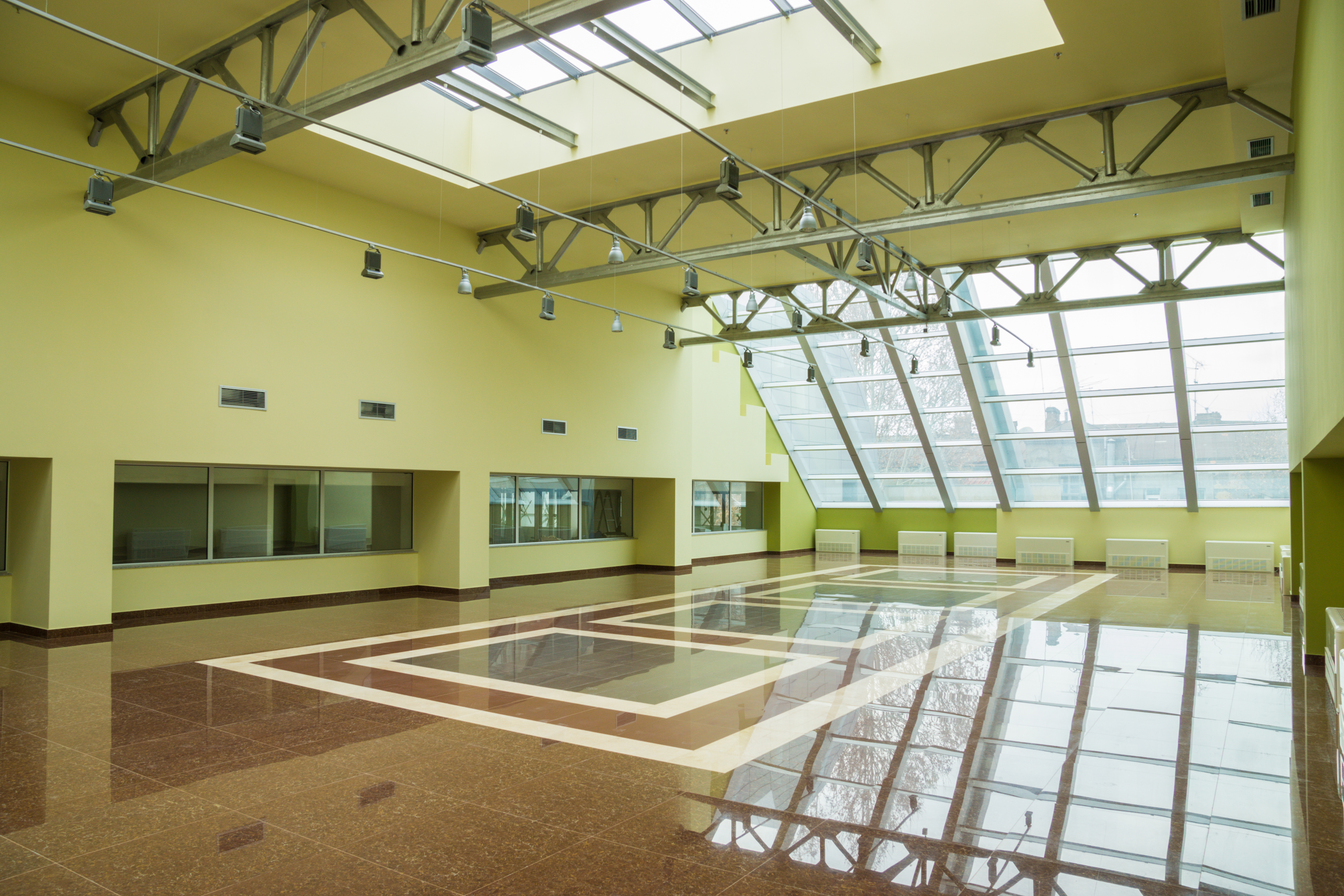
قاعة عرض
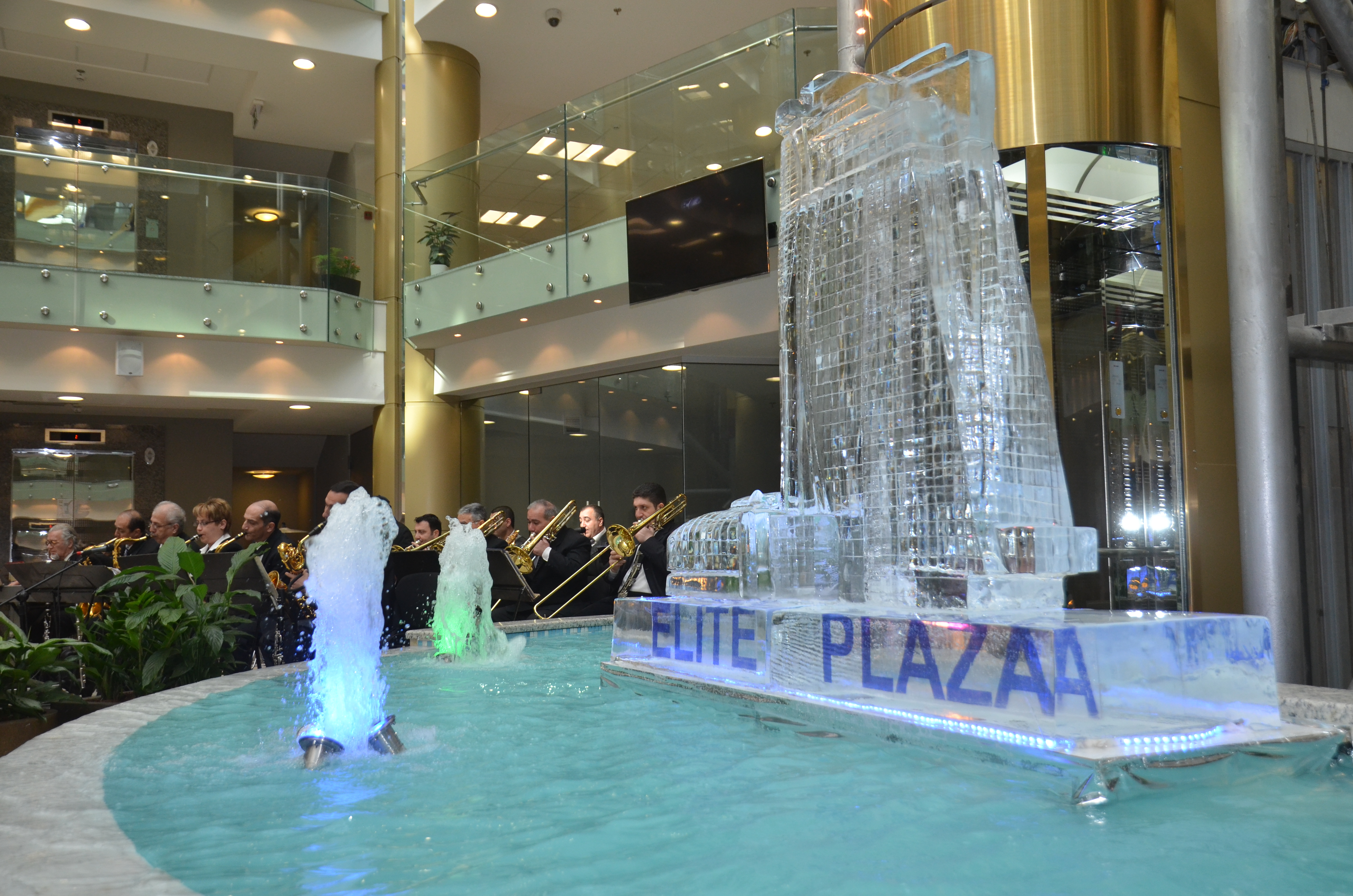
مدخل البناء